# Stanley (Fahrzeug)

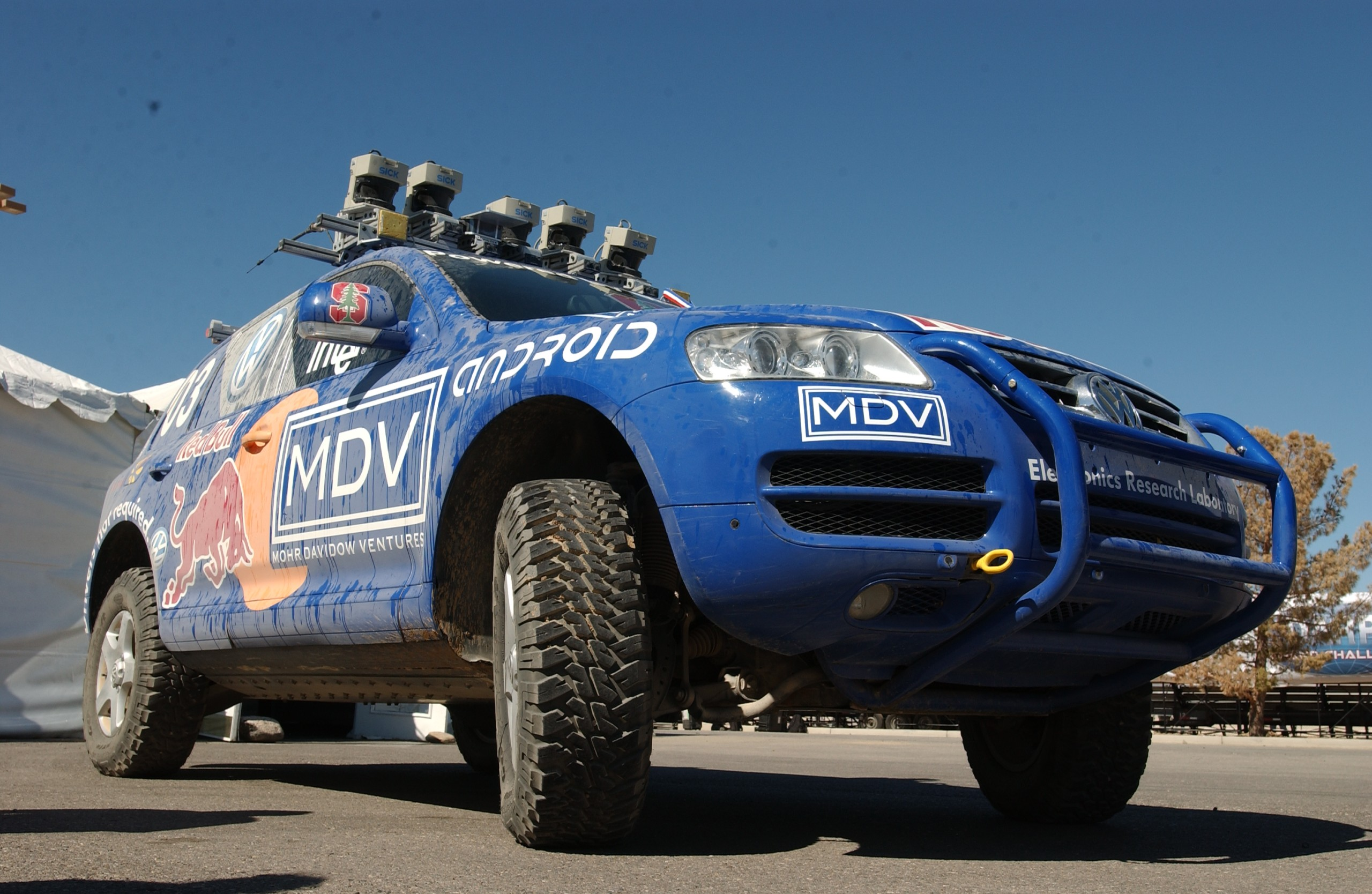
Fahrzeug Stanley

Stanley ist ein selbstfahrender PKW des Stanford Racing Teams der Stanford University, der 2005 die DARPA Grand Challenge gewann. Das Team um Professor Sebastian Thrun konnte ein Preisgeld von 2 Millionen US-Dollar einstreichen und damit den bislang größten Preis eines Robotik-Wettbewerbs. Stanley wurde speziell für den Wettbewerb entwickelt.
Stanley ist ein modifizierter VW Touareg. Für die Umfeldwahrnehmung wurde das Fahrzeug mit fünf LIDAR-Sensoren des Unternehmens Sick AG ausgerüstet, sowie einer Kamera und einem GPS-System. Darüber hinaus wurden die Räder umgerüstet, um im Fall eines verlorenen GPS-Signals Odometrieinformationen aufzuzeichnen. Für die Datenverarbeitung war Stanley mit sechs Low-Cost-PCs mit 1,6-GHz-Prozessor ausgerüstet.
Nachfolger von Stanley innerhalb des Stanford Racing Teams ist der modifizierte Volkswagen Passat „Junior“, Zweitplatzierter bei der DARPA Urban Challenge 2007.